# Kai Manne Börje Siegbahn
Kai Manne Börje Siegbahn ili samo Kai Siegbahn (Lund, 20. travnja 1918. – Ängelholm, 20. srpnja 2007.), švedski fizičar. Sin K. M. G. Siegbahna. Studirao fiziku, matematiku i kemiju u Uppsali (od 1936. do 1942). te doktorirao u Stockholmu 1944. Od 1942. radio u Nobelovu institutu Kraljevske švedske akademije znanosti, profesor fizike na Kraljevskom institutu za fiziku u Stockholmu (od 1951. do 1954.), sveučilišni profesor u Uppsali (od 1954. do 1984.). Bavio se atomskom i molekularnom fizikom, nuklearnom fizikom, plazmom i elektronskom optikom. Razvio je elektronski spektrometar za istraživanje energijskih spektara fotoelektrona te utemeljio fotoelektronsku spektroskopiju visoke razlučivosti, za što je podijelio Nobelovu nagradu za fiziku 1981. s N. Bloembergenom i A. L. Schawlowom. Bio je član Američke akademije umjetnosti i znanosti (od 1978.) i Nacionalne akademije znanosti SAD-a (od 1983.). Po njem je nazvan planetoid (10446 Siegbahn).

## Elektronska spektroskopija
Elektronska spektroskopija je mjerenje elektronskoga spektra, to jest mjerenje raspodjele kinetičkih energija elektrona proizvedenih u beta-zračenju (spektroskopija β-zračenja), raspršenih u neelastičnim sudarima s krutinama ili s molekulama plina, kao i stimuliranom emisijom molekula (primjerice fotoelektronska spektroskopija). Takva točna mjerenja elektronskih energija izvode se elektronskim spektrometrima i omogućavaju određivanje energijskih razina u jezgrama, atomima, molekulama ili krutinama.

### Spektrometar
Spektrometar je uređaj koji izravno elektronskim detektorom snima spektar i mjeri njegovu jakost (intenzitet), dok je spektrofotometar naziv za spektrometar koji se koristi u području takozvane optičke spektrometrije (obuhvaća samo ultraljubičasto, vidljivo i infracrveno zračenje). Spektrometar se sastoji od izvora zračenja, monokromatora i detektora. U spektrometar valja staviti uzorak koji je predmet promatranja. Spektrometar će izmjeriti jakost određene valne duljine elektromagnetskog zračenja, koji je uzorak emitirao, apsorbirao, ili reflektirao. Kao detektori elektromagnetskog zračenja služe fotomultiplikatori, fotoosjetljive diode ili CCD čip, u vidljivom i ultraljubičastom području zračenja, te termoosjetljivi otpornici ili bolometri u infracrvenom području.
Kao što svjetlost Sunca, električne žarulje i električnog luka možemo rastaviti pomoću optičke prizme, tako možemo rastaviti svjetlost i različitih drugih izvora, na primjer usijanih kovina, soli, plinova i tako dalje. Proučavanjem spektra različitih tvari zove se spektroskopija. Za proučavanje i mjerenje spektara različitih izvora svjetlosti služi spektrometar. Spektrometar se sastoji od prizme, kolimatora, dalekozora i cijevi sa skalom za mjerenje položaja pojedinih dijelova spektra. Kolimator je cijev koja na prednjoj strani ima usku pukotinu na koju padaju zrake svjetlosti iz izvora, čiji spektar istražujemo. Na drugoj strani cijevi je optička leća. Duljina kolimatora jednaka je žarišnoj daljini leće, tako da zrake svjetlosti poslije izlaza iz kolimatora budu paralelne. Nakon loma kroz prizmu stvara se spektar u žarišnoj daljini dalekozora, pa taj spektar promatramo kroz okular. Cijev sa skalom ima na vanjskom kraju staklenu pločicu na kojoj je fotografirana skala, a postavljena je u žarišnoj daljini leće koja se nalazi na drugom kraju cijevi. Od osvijetljene skale padaju zrake svjetlosti na prizmu i nakon refleksije ulaze u dalekozor. Tako se pomoću reflektirane zrake može mjeriti položaj pojedinih spektralnih boja. Ako se mjesto dalekozora stavi fotografska kamera, može se dobiti fotografski snimak spektra. Takav se spektralni uređaj zove spektrograf.